# 2290 Гелфріч
2290 Гелфріч (2290 Helffrich) — астероїд головного поясу, відкритий 14 лютого 1932 року.
Тіссеранів параметр щодо Юпітера — 3,352.